# Cristallino d’Ampezzo
Der Cristallino d’Ampezzo ist ein 3008 m s.l.m. (nach älteren Angaben 3036 m s.l.m.) hoher Berg in den Dolomiten in der italienischen Provinz Belluno. Er ist einer von vier Dreitausendern in der Cristallogruppe und liegt unweit des Sentiero Ivano Dibona.

## Lage und Umgebung
Der Cristallino d’Ampezzo liegt in der zentralen Cristallogruppe südwestlich der Forcella Staunies. Er bildet die höchste Erhebung westlich der Scharte. Der Grat zieht westwärts weiter über die Cresta Bianca (2932 m) bis zum Vecio del Forame (2868 m). Östlich des Gipfels trennt die Schuttrinne der Grava Staunies den Gebirgsstock von der Cima di Mezzo. In einem Kar nördlich des Berges liegt das Firnfeld des Ghiacciaio dell Cresta Bianca.

## Alpinismus

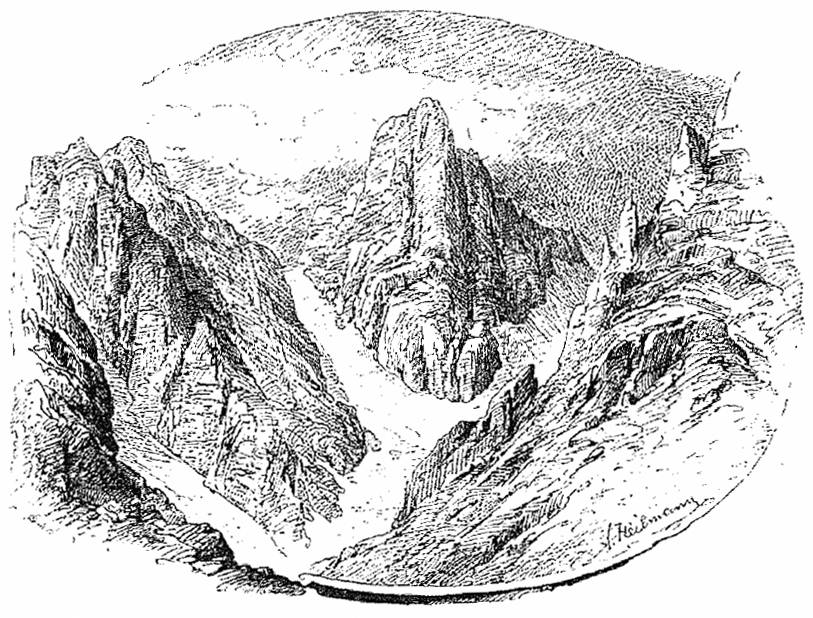
Zeichnung von Anton P. Heilmann: Der Ampezzaner Cristallkopf

Als besonders markanter Felsturm erscheint der Gipfel von Son Forca (2200 m) aus gesehen, wo heute die Talstation der Gondelbahn in die Forcella Staunies liegt. Dieser Anblick erweckte das alpinistische Interesse der Sommergäste wie Loránd Eötvös. Die Erstbesteigung unternahm A. Angerer 1886 zusammen mit Michel Innerkofler, der sich in Schluderbach als Bergführer verdingte. Zu jener Zeit wurde der Berg als Hochspitze der Cresta Bianca bezeichnet, später als Ampezzaner Cristallkopf oder  Vierter Cristallkopf (nach seinem Rang als vierthöchster Gipfel der Cristallogruppe). Wie aus den Aufzeichnungen von W. Eckerth hervorgeht, befand sich in der Schuttrinne westlich der Felsformation ein kleiner Gletscher. Über diesen nährten sich Eckerth und Innerkofler 1885 dem Gipfel, um die Frage seiner Höhe zu klären.

## Aufstieg
Der Aufstieg erfolgt von der Bergstation der Gondelbahn in die Forcella Staunies (2918 m) bzw. vom nahegelegenen Rifugio Guido Lorenzi. Nachdem man auf dem Sentiero Ivano Dibona, einem leichten Klettersteig (B), zuerst einen Tunnel, eine Hängebrücke und einige Leitern überwunden hat, erreicht man den höchsten Punkt des Steiges auf 2985 m. Nach einem kurzen Abstieg folgt die bezeichnete Abzweigung zum Gipfel, den man entlang von Sicherungen in einer Viertelstunde unschwierig besteigen kann.